# Pieni Arttajärvi
Pieni Arttajärvi eller Ärttejärvi är en sjö i Finland. Den ligger i kommunen Enare i landskapet Lappland, i den norra delen av landet, 1 000 km norr om huvudstaden Helsingfors. Pieni Arttajärvi ligger 215 meter över havet. Arean är 21,5 hektar och strandlinjen är 3,75 kilometer lång. Sjön  ingår i Tuulomajokis huvudavrinningsområde.   Pieni Arttajärvi ligger i Tsarmitunturi vildmark.